# Halsköpfl
Das Halsköpfl ist ein 1719 m ü. NHN hoher Gipfel und bildet die letzte Erhebung im Nordausläufer des Funtenseetauern in den Berchtesgadener Alpen. Von ihm eröffnet sich ein sehenswerter Ausblick über den Königssee, zum Watzmann, den Teufelshörnern und den Gotzenbergen. Zu erreichen ist die kleine Aussichtsplattform über den Weg 416, welcher unter anderem vom Kärlingerhaus über die Wasseralm zur Gotzenalm führt. Alternativ ist ein direkter Aufstieg über den Sagerecksteig ab der Saletalm möglich. Das Halsköpfl bricht mit über 1100 Höhenmetern fast senkrecht (durch die Walchhüttenwand) zum Obersee ab.

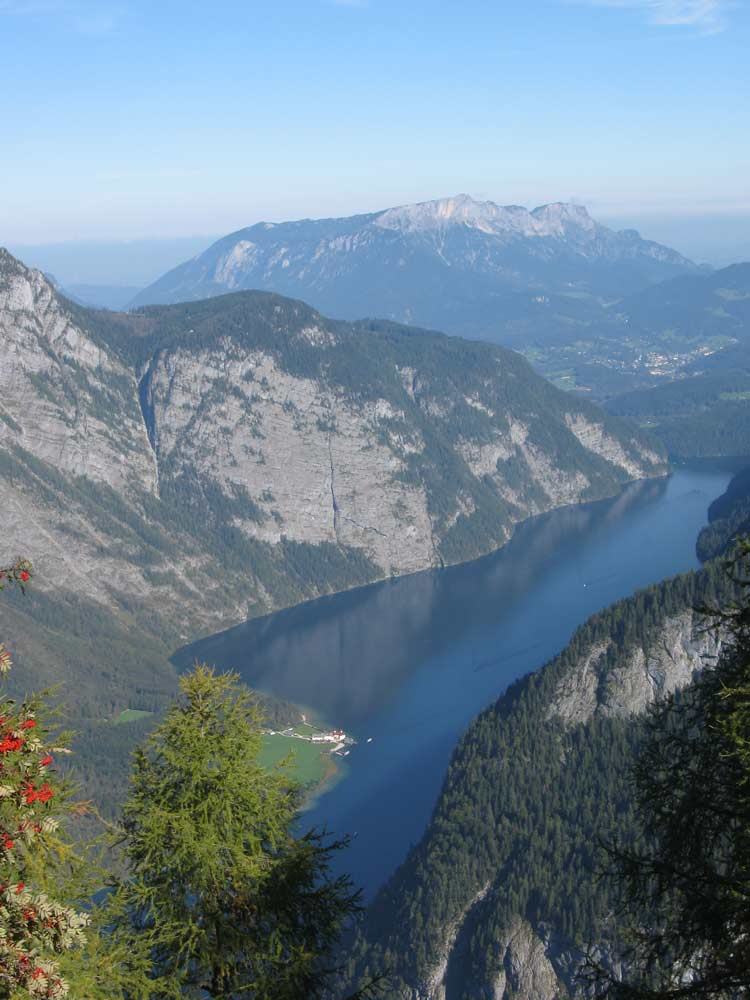
Blick vom Halsköpfl auf den Königssee, im Hintergrund der Untersberg
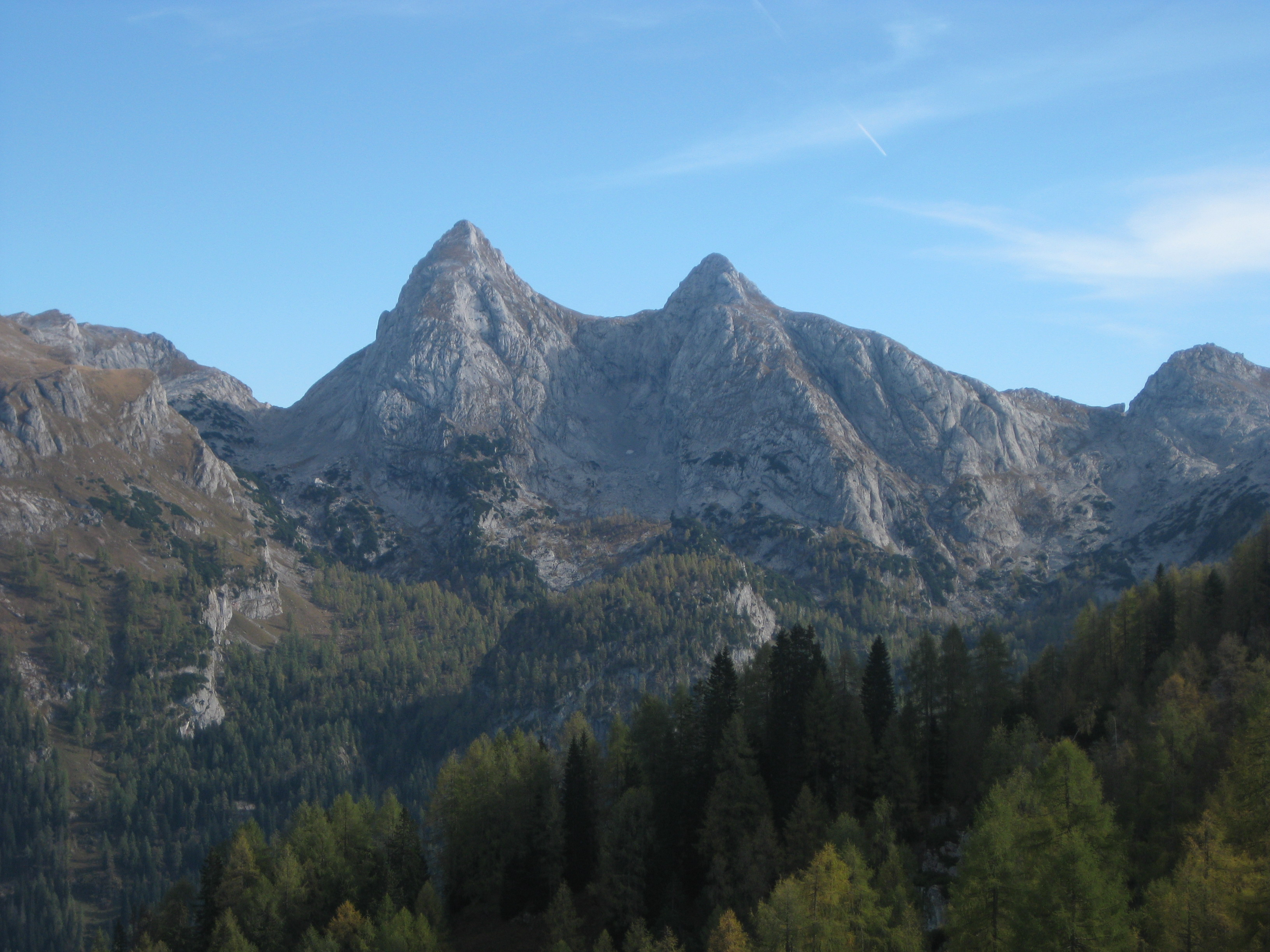
Blick auf die Teufelshörner, darunter die Röth